# Notania adhanya
Notania adhanya är en nattsländeart som beskrevs av Schmid 1968. Notania adhanya ingår i släktet Notania och familjen Apataniidae. Inga underarter finns listade i Catalogue of Life.